# Tiziano Vecelli
Tiziano Vecelli hay Tiziano Vecellio, tiếng Việt phiên âm là Ti-xiêng (khoảng 1473/1490 – 27 tháng 8 năm 1576 thường được biết đến hơn với tên gọi Titian (phát âm /ˈtɪʃən/) là một danh họa Italia, người lãnh đạo trường phái Venice thế kỷ 16 của phong trào Phục hưng Italia. Ông sinh ra tại Pieve di Cadore, gần Belluno (ở Veneto), thuộc Cộng hoà Venice. Trong cuộc đời của mình, ông thường được gọi là Da Cadore, nghĩa là "đến từ Cadore".
Được những người đương thời công nhận là "Mặt trời giữa những ngôi sao nhỏ" (gợi nhớ lại những dòng cuối cùng trong tác phẩm Thần Khúc của Dante), Titian là một trong những họa sĩ Italia đa tài nhất, tinh thông cả về chân dung, phong cảnh và các chủ đề thần thoại và tôn giáo. Những phương pháp sáng tác của ông, đặc biệt trong việc áp dụng và sử dụng màu sắc, sẽ có ảnh hưởng sâu sắc không chỉ với những họa sĩ Italia thời Phục hưng, mà cả với những thế hệ tiếp sau của nghệ thuật phương Tây.
Trong cuộc đời khá dài của mình phong cách nghệ thuật của Titian đã thay đổi mạnh mẽ nhưng ông vẫn giữ lại sự chú trọng đặc biệt với màu sắc. Dù những tác phẩm sau này của ông có thể không chứa đựng sự mạnh mẽ, màu sắc tươi sáng như những tác phẩm ban đầu, phong cách vẽ lỏng tay và những sự biến đổi màu sắc huyền ảo là chưa từng có trong lịch sử nghệ thuật phương Tây.

## Tiểu sử

### Những năm tuổi trẻ
Không ai chắc chắn về ngày sinh chính xác của Titian, khi đã già trong một bức thư gửi Philip II ông tuyên bố mình sinh năm 1474, nhưng dường như điều này không chính xác. Các tác gia đương thời với ông đưa ra những con số về độ tuổi ông tương đương với ngày sinh trong khoảng từ năm 1473 tới sau năm 1482, nhưng hầu hết các học giả hiện đại tin rằng một ngày gần năm 1490 dường như chính xác hơn; thời gian biểu của Metropolitan Museum of Art ủng hộ khoảng năm1488, tương tự là Getty Research Institute. Ông là người con lớn nhất trong gia đình gồm bốn người con trai của Gregorio Vecelli, một uỷ viên hội đồng và quân nhân có danh tiếng, cùng vợ là Lucia. Cha ông là người trông nom lâu đài Pieve di Cadore và cũng quản lý các mỏ ở địa phương cho những người sở hữu chúng. Nhiều người họ hàng, gồm cả ông của Titian, là công chứng viên, và gia đình này khá có vị thế trong vùng, nơi nằm dưới sự cai quản của Venice.

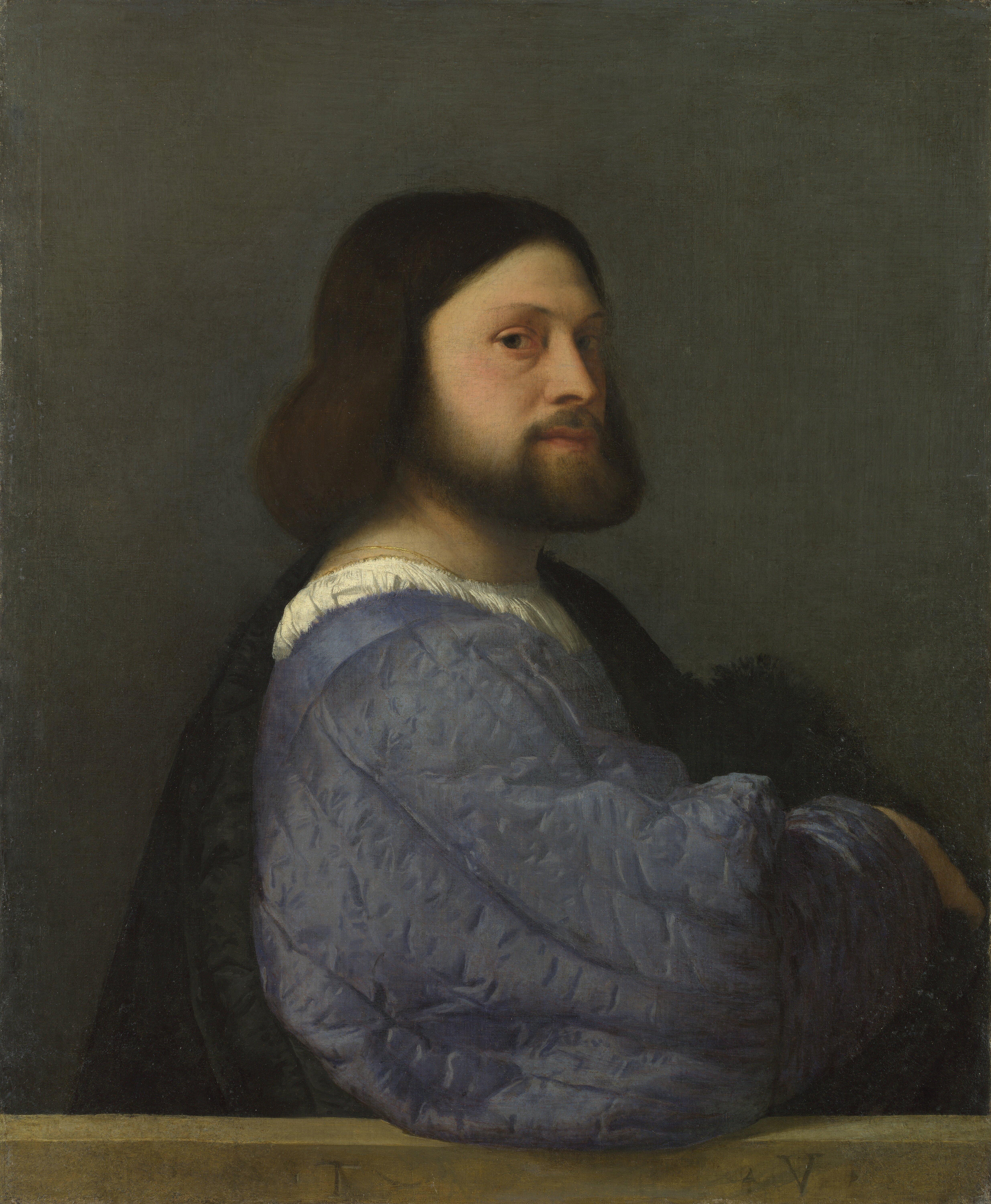
Bức chân dung sớm này (khoảng năm 1512) từ lâu đã bị tin tưởng một cách sai lầm là của Ariosto; dường như nó là một bức tự hoạ, và cấu trúc của nó đã được Rembrandt mượn cho những bức tự hoạ của mình.

Khoảng 10 hay 12 tuổi ông cùng em trai Francesco (người có lẽ sau này mới đi theo) được gửi tới một người chú ở Venice để trở thành thợ học nghề với một họa sĩ. Họa sĩ không mấy tên tuổi, Sebastian Zuccato, mà những người con trai sẽ trở thành những nghệ nhân khảm nổi tiếng, và có thể là một người bạn của gia đình, đã thu xếp để hai anh em vào xưởng của họa sĩ Gentile Bellini già cả, từ đó sau này họ được chuyển cho em trai ông là Giovanni Bellini. Ở thời ấy anh em nhà Bellini, đặc biệt là Giovanni, là những nghệ sĩ hàng đầu của thành phố. Tại đó ông đã lập ra một nhóm những thanh niên trẻ cùng độ tuổi mình, trong đó có Giovanni Palma da Serinalta, Lorenzo Lotto, Sebastiano Luciani, và Giorgio da Castelfranco, tên hiệu Giorgione. Francesco Vecellio, em trai ông, sau này cũng là một họa sĩ hơi có tiếng ở Venice.
Một bức tranh tường về Hercules tại Cung điện Morosini được cho là một trong những tác phẩm đầu tiên của ông; những tác phẩm khác là cái gọi là Bellini-esque Gypsy Madonna tại Vienna, và Visitation of Mary and Elizabeth (từ tu viện S. Andrea), hiện ở Accademia, Venice.
Titian theo Giorgione như một người trợ lý, nhưng nhiều nhà phê bình đương thời đã thấy tác phẩm của ông có ấn tượng hơn, ví dụ như những bức tranh tường bên ngoài (hiện hầu như đã bị hư hỏng) mà họ làm cho Fondacio dei Tedeschi, và mối quan hệ của họ rõ ràng có một yếu tố lớn gây bất hoà. Sự phân biệt giữa tác phẩm của hai người trong thời kỳ này vẫn là một chủ đề gây tranh cãi của giới học thuật, và đã có việc gắn các tác phẩm của Giorgione cho Titian ở thế kỷ 20, và ít khi tác phẩm của Titian bị cho là của Giorgione. Một trong những tác phẩm sớm nhất được biết của Titian, Ecce Homo của Scuola di San Rocco, từ lâu đã được coi là một tác phẩm của Giorgione.
Hai nghệ sĩ bậc thầy trẻ tuổi cũng được công nhận là hai lãnh đạo của trường phái "arte moderna" (nghệ thuật hiện đại) của họ, có nghĩa bức hoạ uyển chuyển hơn, tự do thoát khỏi sự đối xứng và những khuôn mẫu tôn ti cấp bậc vốn vẫn được thấy trong các tác phẩm của Giovanni Bellini.

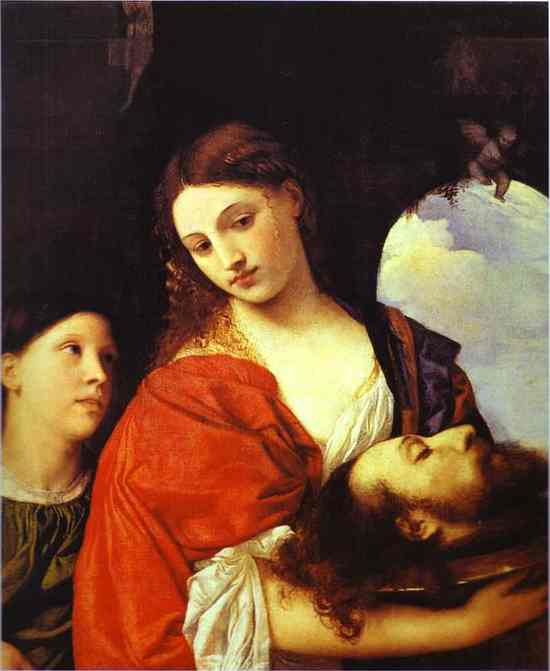
Salome, hay Judith; tác phẩm tôn giáo này cũng được coi như một bức chân dung lý tưởng hoá về cái đẹp, một thể loại do Titian phát triển, được cho là thường sử dụng các cô gái điếm hạng sang Venice làm người mẫu.

Năm 1507–1508 Giorgione được nhà nước đặt hàng thực hiện các bức tranh tường trên Fondaco dei Tedeschi được dựng lại. Titian và Morto da Feltre làm việc cùng với ông, và một số mảng bức tranh còn sót lại, có thể là bởi Giorgione. Một số công việc của họ được biết tới, một phần, qua những bản in khắc của Fontana. Sau cái chết sớm của Giorgione năm 1510, Titian tiếp tục vẽ các chủ đề theo phong cách Giorgionesque trong một số thời điểm, dù phong cách của ông đã phát triển thành thương hiệu riêng của mình, gồm cả cách vẽ bút đậm và diễn cảm.
Tài năng của Titian trong lĩnh vực tranh tường được thể hiện trong những bức tranh ông vẽ năm 1511 tại Padua ở nhà thờ Carmelite và tại Scuola del Santo, một số bức trong số đó đã được bảo tồn, trong số đó có Meeting at the Golden Gate, và ba cảnh từ cuộc đời của St. Anthony of Padua, bức Murder of a Young Woman by Her Husband, A Child Testifying to Its Mother's Innocence, và The Saint Healing the Young Man with a Broken Limb.
Từ Padua năm 1512, Titian quay trở lại Venice; và vào năm1513 ông nhận được giấy phép môi giới tại Fondaco dei Tedeschi (kho của nhà nước cho các thương nhân Đức), được gọi là La Sanseria hay Senseria (một sự ưu tiên thường được các nghệ sĩ đang lên hay đã nổi tiếng thèm muốn), và trở thành người giám sát các công việc của chính phủ, đặc biệt chịu trách nhiệm hoàn thành các tác phẩm còn chưa xong của Giovanni Bellini trong đại sảnh của đại hội đồng trong một cung điện kép. Ông đã lập ra một xưởng tại Grand Canal ở S. Samuele, địa điểm chính xác của nó hiện không được biết. Không phải mãi tới năm 1516, từ cái chết của Bellini, ông mới thực tế được hưởng lợi từ giấy phép của mình. Cùng lúc ông bắt đầu một thoả thuận đắt giá để sáng tác. Giấy phép mang lại cho ông một khoản tiền trợ cấp hàng năm ở mức cao là 20 crown và được miễn một số khoản thuế—đổi lại ông phải vẽ những chân dung của các Doges ở thời ông với giá ấn định tám crown mỗi bức. Số lượng tranh thực tế ông vẽ là năm bức.

### Khôn lớn

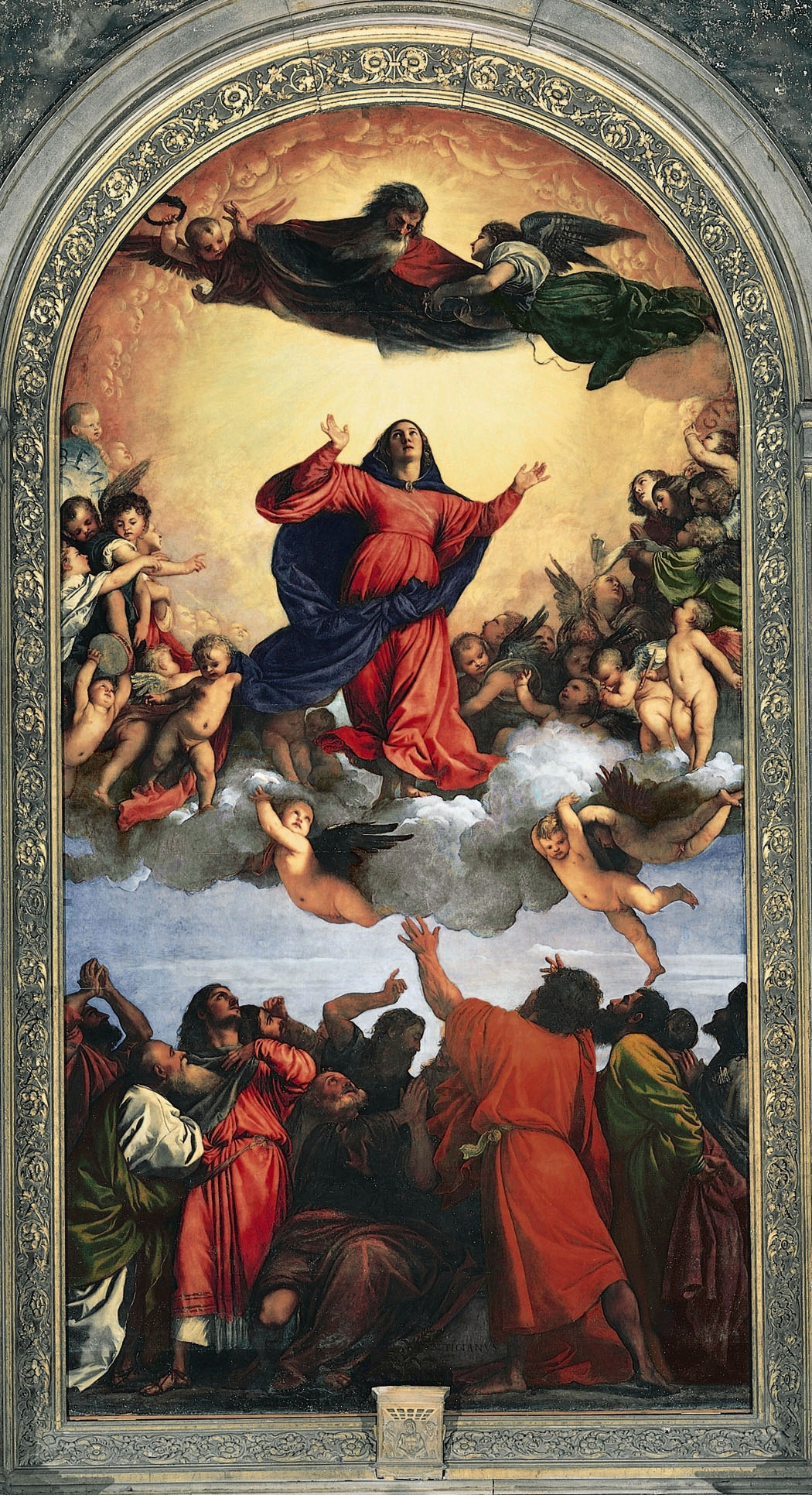
Titian mất hai năm (1516–1518) để hoàn thành bức sơn dầu Assunta, mà kết cấu chuyển động ba tầng của nó cùng sự phối hợp màu sắc đã đưa ông trở thành họa sĩ nổi bật ở bắc Rome.

Giorgione mất năm 1510 và họa sĩ Giovanni Bellini già cả mất năm 1516, khiến Titian trở thành không có đối thủ trong Trường phái Venice. Trong sáu mươi năm ông đã trở thành bậc thầy không thể tranh cãi của trường phái này, và nhà họa sĩ của Cộng hoà Serenissime. Ngay từ năm 1516 ông đã kế tục người thầy Giovanni Bellini để được nhận khoản trợ cấp từ Thượng viện.
Trong giai đoạn này (1516–1530), mà có thể được gọi là thời kỳ chín và đỉnh cao của ông, nhà họa sĩ đã chuyển từ phong cách kiểu Giorgionesque ban đầu, sang những chủ đề phức tạp và lớn hơn và lần đầu tiên thử nghiệm một phong cách kiểu công trình hoành tráng.
Năm 1516 ông hoàn thành bệ thờ cao của nhà thờ Frari, kiệt tác nổi tiếng của ông, Đức mẹ đồng trinh thăng thiên, vẫn ở nguyên chỗ. Sự phi thường của tác phẩm trong màu sắc, được thể hiện ở một tỷ lệ lớn hiếm thấy trước đó tại Italia, đã tạo ra một sự xúc động mạnh. Signoria đã lưu ý, và quan sát rằng Titian đã sao lãng công việc của mình tại đại sảnh đại hội đồng.
Cấu trúc hình tượng của Thăng thiên—cấu trúc thống nhất trong cùng thành phần hai hay ba cảnh được chồng lên ở những mức khác nhau, trái đất và thiên đường, thời gian và vô hạn — được tiếp nối trong một loạt các tác phẩm như bàn thờ của San Domenico tại Ancona (1520), bàn thờ của Brescia (1522), và bàn thờ của San Niccolò (1523), tại Bảo tàng Vatican), mỗi lần đạt tới một ý niệm cao hơn và hoàn thiện hơn, cuối cùng đạt tới một thể thức cổ điển trong Pesaro Madonna, (thường được biết tới với tên gọi Madonna di Ca' Pesaro) (khoảng 1519–1526), cũng cho nhà thờ Frari. Đây có lẽ là tác phẩm được nghiên cứu nhiều nhất của ông, mà cách bố trí được phát triển một cách thận trọng của nó được đặt ra với sự thể hiện cao nhất của trật tự và tự do, tính sáng tạo và phong cách. Ở đây Titian đã đưa ra một quan niệm mới về các nhóm người quyên cúng truyền thống và những nhân vật thần thánh di chuyển trong không gian, những cách bố trí và những cấp độ khkác nhau được đặt trong phạm vi kiến trúc.
Titian khi ấy đang ở đỉnh cao danh vọng, và tới năm 1521, sau khi sáng tác khuôn mặt St. Sebastian cho người đại diện giáo hoàng tại Brescia (một tác phẩm có nhiều bản sao), những nhà sưu tập tranh nhau các tác phẩm của ông.
Trong giai đoạn này có một tác phẩm phi thường hơn, The Death of St. Peter Martyr (1530), trước kia tại Nhà thờ Dominican ở San Zanipolo, và đã bị phá huỷ bởi một quả đạn của Áo năm 1867. Chỉ những bản sao và bản khắc của bức tranh tiền Baroque này còn lại; nó phối hợp một sự bạo lực cực điểm và phong cảnh, chủ yếu gồm một cây lớn, nhấn vào phong cảnh và dường như làm nổi bật bối cảnh theo cách thức làm hướng tới Baroque.
Đồng thời nghệ sĩ tiếp tục loạt tác phẩm nhỏ Madonna của mình, mà ông đặt vào giữa những phong cảnh đẹp đẽ theo cách những bức đời thường hay mục đồng thơ mộng, bức Virgin with the Rabbit tại bảo tàng Louvre là phong cách kết thúc của những bức tranh này. Tác phẩm khác trong cùng giai đoạn, cũng tại Louvre, là Entombment. Đây cũng là giai đoạn của ba bức tranh cảnh thần thoại lớn và nổi tiếng cho camerino của Alfonso d'Este tại Ferrara, The Andrians và Worship of Venus tại Prado, và Bacchus and Ariadne (1520-23) tại Luân Đôn, "...có lẽ là những tác phẩm nổi bật nhất của văn hoá tân ngoại giáo hay "Alexandrianism" của Thời kỳ Phục hưng, đã nhiều lần được phỏng theo nhưng không bao giờ vượt qua được thậm chí bởi cả chính Rubens." Cuối cùng đây là giai đoạn khi nhà nghệ sĩ phối hợp những nhân vật bán thân và những bức tượng bán thân của những phụ nữ trẻ, có lẽ là những gái điếm hạng sang, như Flora của Uffizi, hay The Young Woman at Her Toilet tại Louvre.

Chân dung Hoàng đế Charles V tại Mühlberg của Titian (1548) đã lập ra một thể loại mới, thể loại những bức chân dung cưỡi ngựa lớn. Cấu trúc dốc cả theo truyền thống điêu khắc cưỡi ngựa của La mã và trong những cách thể hiện thời trung cổ của một kỹ sị Thiên chúa giáo lý tưởng, nhưng nhân vật mệt mỏi và khuôn mặt có nét tinh nhanh lại không tuân theo những cách thể hiện đó.

Năm 1525 ông cưới một quý bà tên là Cecilia, nhờ thế hợp pháp hoá cho đứa con đầu của họ, Pomponio, và hai đứa con tiếp theo, gồm cả người con được Titian yêu quý, Orazio, người sẽ trở thành trợ lý của ông. Khoảng năm 1526 bắt đầu quen biết, và nhanh chóng trở nên thân thiết với Pietro Aretino, nhân vật trơ tráo và có ảnh hưởng thường được đề cập một cách kỳ cục trong những cuốn biên niên sử thời kỳ ấy. Titian gửi một bức chân dung của mình cho Gonzaga, quận công Mantua.
Tháng 8 năm 1530 vợ ông mất khi sinh cô con gái, Lavinia, và cùng với ba người con ông chuyển nhà, và thuyết phục em gái của mình là Orsa tới từ Cadore để giúp coi sóc nhà cửa. Căn nhà, hiện rất khó tìm, nằm tại Bin Grande, khi ấy là một khu ngoại ô danh tiếng, ở ngoài rìa Venice, trên bờ biển, với những khu vườn đẹp và nhìn thẳng ra Murano.

### Danh vọng

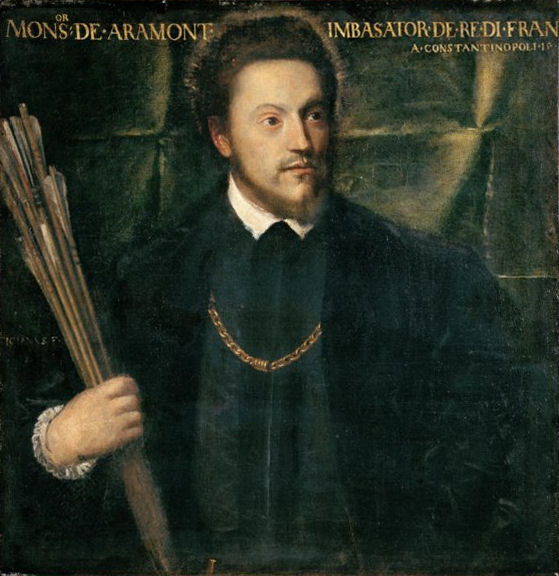
Đại sứ Pháp tại Ottoman Porte Gabriel de Luetz d'Aramont, 1541-1542.

Trong giai đoạn tiếp theo (1530–1550), Titian đã phát triển phong cách được khởi đầu bởi tác phẩm Death of St. Peter Martyr gây ấn tượng của ông. Chính phủ Venice, không hài lòng với sự sao lãng của Titian với công việc tại cung điện kép, vào năm 1538 ra lệnh cho ông trả lại số tiền ông đã nhận, và Pordenone, đối thủ mới xuất hiện của ông, được chọn thay thế. Tuy nhiên, trong một năm Pordenone chết, và Titian, người khi ấy đang hăng say sáng tác bức tranh Trận Cadore trong đại sảnh, được gọi lại. Bức tranh cảnh trận đánh lớn này, đã mất cùng với rất nhiều tác phẩm lớn khác của các nghệ sĩ trường phái Venice bởi một trận hoả hoạn lớn phá huỷ toàn bộ những bức tranh cũ bên trong những căn phòng lớn của Cung điện Doge năm 1577. Nó thể hiện ở kích cỡ thực thời điểm khi vị tướng của Venice, D'Alviano tấn công quân địch với những con ngựa và binh lính đang lao qua một con suối, và là nỗ lực quan trọng nhất của người nghệ sĩ với một bức tranh hành động hỗn độn và anh hùng là đối thủ của bức Trận Constantine của Raphael và cũng có số phận không may mắn như bức Trận Cascina của Michelangelo và Trận Anghiari của Leonardo (cả hai đều chưa hoàn thành). Hiện chỉ có một bản sao tồi, chưa hoàn thành tại Uffizi, và một bức khắc tầm thường của Fontana. Bức Speech of the Marquis del Vasto (Madrid, 1541) chỉ bị lửa phá huỷ một phần. Nhưng đỉnh cao của giai đoạn này vẫn được thể hiện trong bức Presentation of the Blessed Virgin (Venice, 1539), một trong những bức sơn dầu nổi tiếng nhất của ông, và qua bức Ecce Homo (Viên, 1541). Dù đã mất, bức tranh vẫn có ảnh hưởng lớn với nghệ thuật Bologna và Rubens, cả trong cách xử lý các chi tiết và hiệu ứng chung của những con ngựa, các binh sĩ, các vệ sĩ, sự kích động mạnh mẽ của các đám đông ở dưới chân cầu thang, được soi sáng bởi những ánh đuốc với những ngọn cờ bay trên bầu trời.

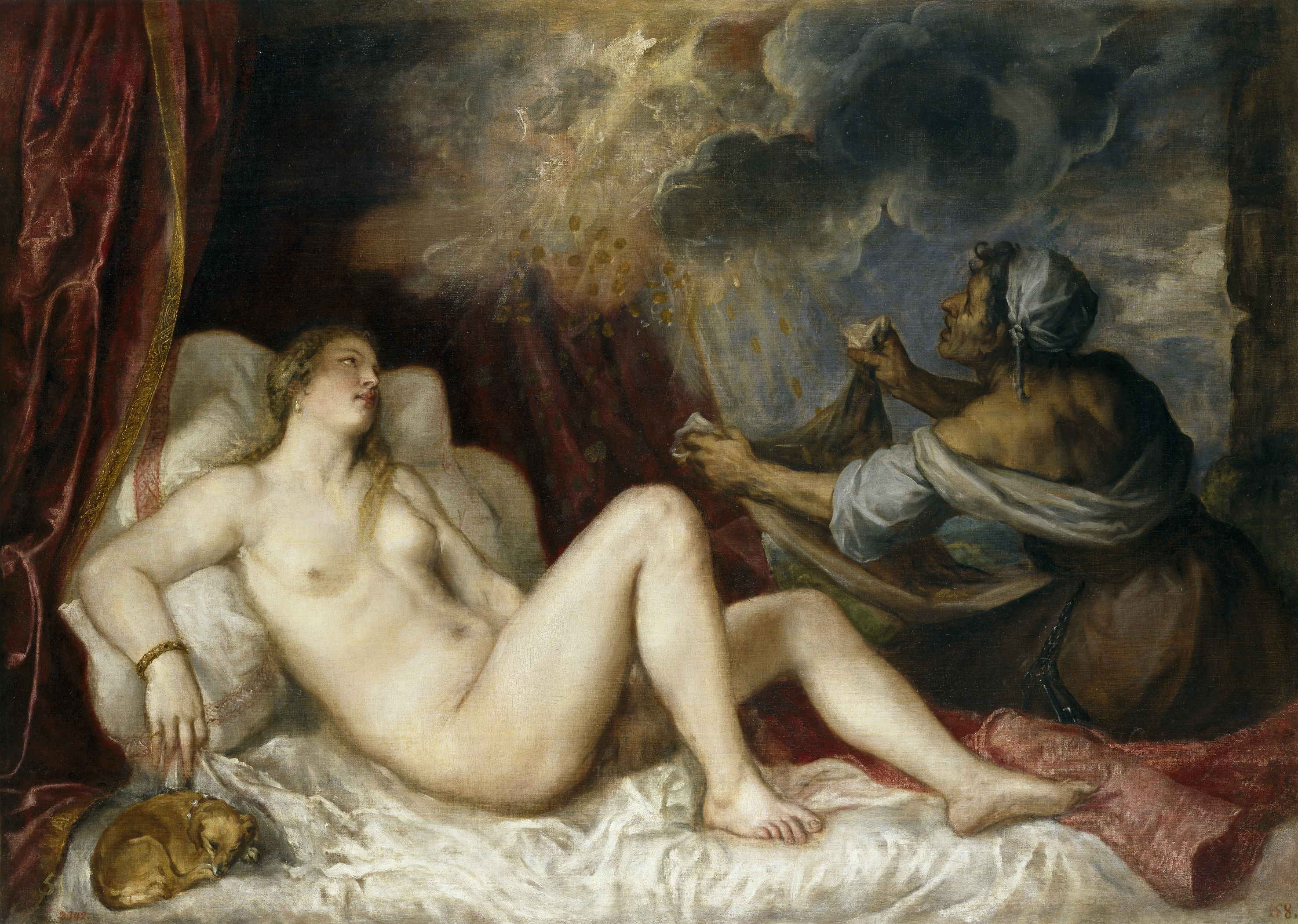
Cách xử lý màu sắc tuyệt mỹ của Titian được minh hoạ trong tác phẩm Danaë, một trong những bức tranh thần thoại, hay "poesie" ("thi ca") như họa sĩ gọi chúng, được thực hiện cho Philip II của Tây Ban Nha. Dù Michelangelo đã phán xét bức tranh này theo quan điểm hội họa, Titian và xưởng của mình đã tạo ra nhiều phiên bản cho những người bảo trợ khác.

Kém thành công hơn là những bức tranh vòm tại Santa Maria della Salute (Death of Abel, Sacrifice of Abraham, David and Goliath). Những cảnh bạo lực này được chiêm ngưỡng từ phía dưới –như những bức tranh vòm nổi tiếng của Trần Nhà nguyện Sistine— theo trạng thái của chúng vốn ở những vị trí chiêm ngưỡng không dễ dàng. Tuy thế chúng lại được chiêm ngưỡng và bắt chước rất nhiều, Rubens và những người khác đã áp dụng hệ thống này cho bốn mươi bức tranh tường của ông (chỉ còn những bức phác hoạ) tại Nhà thờ Jesuit ở Antwerp.
Cũng trong thời gian này, thời điểm ông tới thăm Roma, nghệ sĩ bắt đầu loạt tranh Venus (The Venus of Urbino of the Uffizi, Venus and Love tại cùng bảo tàng, Venus and the Organ-Player, Madrid), trong đó được ghi nhận hiệu ứng hay sự phản chiếu trực tiếp của cảm giác được tạo ra với nghệ sĩ khi tiếp xúc với tác phẩm điêu khắc cổ. Giorgione đã xử lý với chủ đề này trong bức tranh Dresden của ông, được Titian hoàn thành, nhưng ở đây một tấm vải màu tía thay thế cho một phong cảnh phía sau đã thay đổi, bởi màu sắc hài hoà của nó, toàn bộ nghĩa của cảnh.
Ngay từ khi bắt đầu sự nghiệp Titian đã thể hiện mình là một bậc thầy về vẽ chân dung, trong những tác phẩm như La Bella (Eleanora de Gonzaga, Nữ công tước Urbino, tại Cung điện Pitti). Ông đã vẽ chân dung của các hoàng thân, hay Doges, những hồng y giáo chủ hay các thầy tu, và những nghệ sĩ hay các tác gia. "Theo Từ điển bách khoa Thiên chúa giáo...không họa sĩ nào có được thành công như vậy trong việc lấy ra được từ mỗi gương mặt nhiều nét đặc điểm và cái đẹp như thế". Trong số các họa sĩ vẽ chân dung Titian được so sánh với Rembrandt và Velázquez, với sự thể hiện nội tâm của Rembrandt, và sự trong sáng, chắc chắn và rõ ràng của Velázquez.
Những tính chất vừa được nêu trên thể hiện đầy đủ trong bức Chân dung Paul III của Napoli, hay bản phác hoạ giáo hoàng và hai người cháu, Chân dung Aretino tại Cung điện Pitti, Eleanora của Bồ Đào Nha (Madrid), và loạt tranh Vua Charles V trong cùng bảo tàng, Charles V với một chú chó săn (1533), và đặc biệt là Charles V tại Mühlberg (1548), một bức tranh chân dung cưỡi ngựa với một sự hoà nhịp của các màu tía có lẽ là ne plus ultra của nghệ thuật hội họa.
Năm 1532 sau khi vẽ một bức chân dung của hoàng đế Charles V tại Bologna ông được phong là Bá tước Palatine và một hiệp sĩ trong Golden Spur. Các con ông cũng được phong là các quý tộc của Đế chế, một danh dự đặc biệt dành cho một họa sĩ.

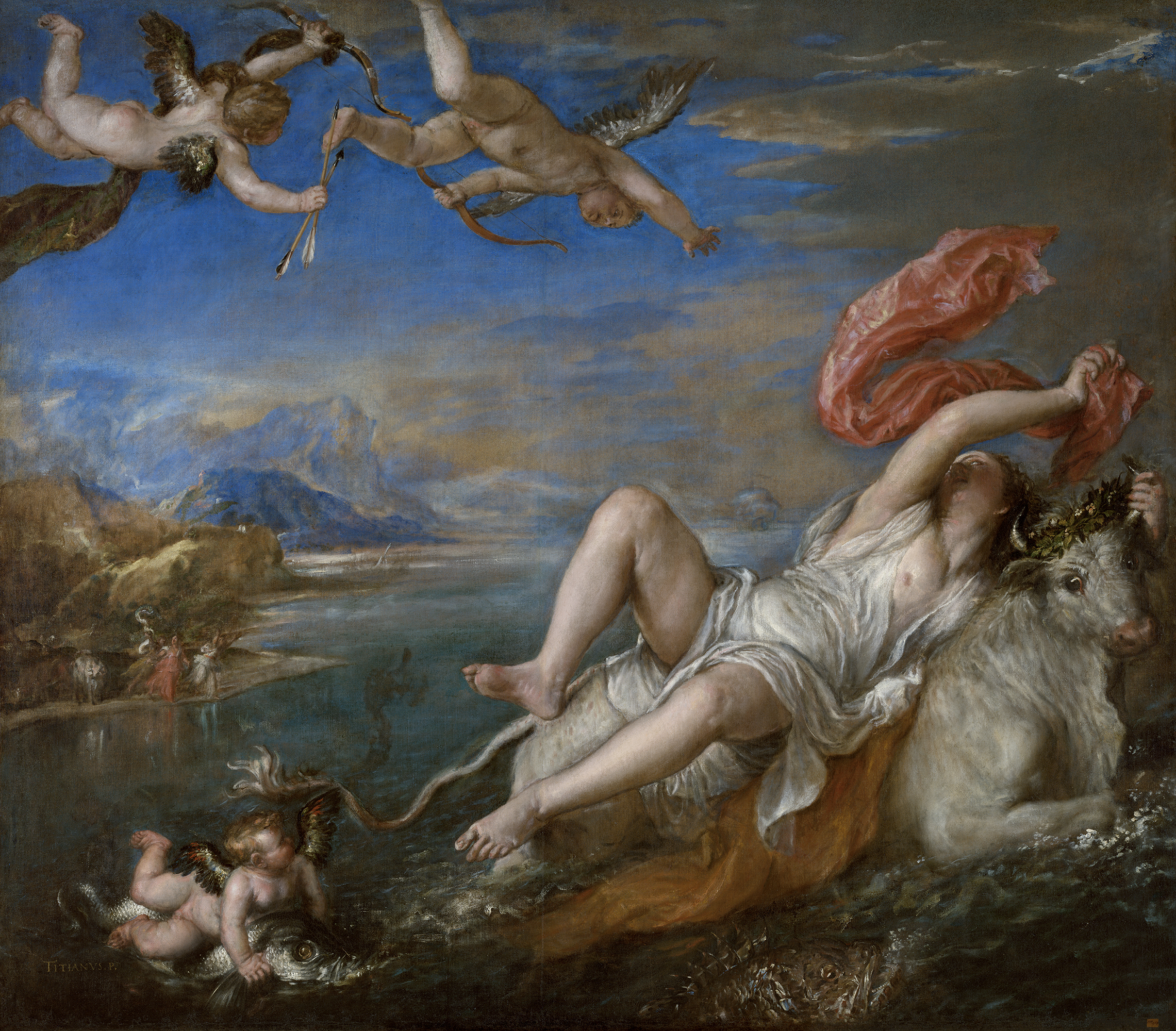
Cưỡng hiếp Europa (1562) là một cấu trúc nhấn theo đường tréo được chiêm ngưỡng và sao chép bởi Rubens. Trái với sự trong sáng trong những tác phẩm thời kỳ đầu của Titian, nó hầu như theo phong cách baroque với những đường mờ, màu sắc xoáy, và những nét bút mạnh mẽ.

Về thành công trong nghề nghiệp và danh tiếng từ khoảng thời gian này vị thế của ông được coi ngang bằng chỉ với vị thế của Raphael, Michelangelo, và ở một thời điểm muộn hơn là Rubens. Năm 1540 ông nhận được một khoản trợ cấp từ D'Avalos, hầu tước del Vasto, và một khoản trợ cấp hàng năm 200 crown (sau này được tăng gấp đôi) từ Charles V lấy từ ngân khố của Milan.
Một nguồn lợi khác, vì ông luôn quan tâm tới tiền bạc, là một hợp đồng có được năm 1542 để cung cấp ngũ cốc cho Cadore, nơi ông tới thăm hầu như hàng năm và nơi ông vừa thể hiện sự hào phóng vừa có ảnh hưởng.
Titian có một ngôi nhà ưa thích tại Đối Manza gần đó (phía trước nhà thờ Castello Roganzuolo) từ đây (có thể được suy luận ra) ông đã thực hiện những quan sát những hình thức và hiệu ứng phong cảnh của mình. Cái gọi là sự tập luyện của Titian, luôn được thấy rõ trong những cuộc nghiên cứu của ông, được thực hiện tại Collontola, gần Belluno.
Ông tới thăm Rome năm 1546, và lĩnh hội được sự tự do của thành phố—người có được vinh dự đó ngay trước ông là Michelangelo năm 1537. Cùng lúc ấy ông có thể đã kế vị họa sĩ Sebastiano del Piombo trong chức vụ đầy lợi ộc của ông này với tư cách người giữ piombo hay con dấu của giáo hoàng, và ông đã được chuẩn bị để được phong giáo phẩm linh thiêng cho mục đích này; nhưng việc đã không thành khi ông bị triệu tập đi khỏi Venice năm 1547 để vẽ Charles V và những người khác tại Augsburg. Ông tới đây một lần nữa năm 1550, và thực hiện bức chân dung Philip II để gửi tới Anh và đã được chứng minh là có ích trong việc cầu hôn Nữ hoàng Mary của Philip.

### Những năm cuối cùng

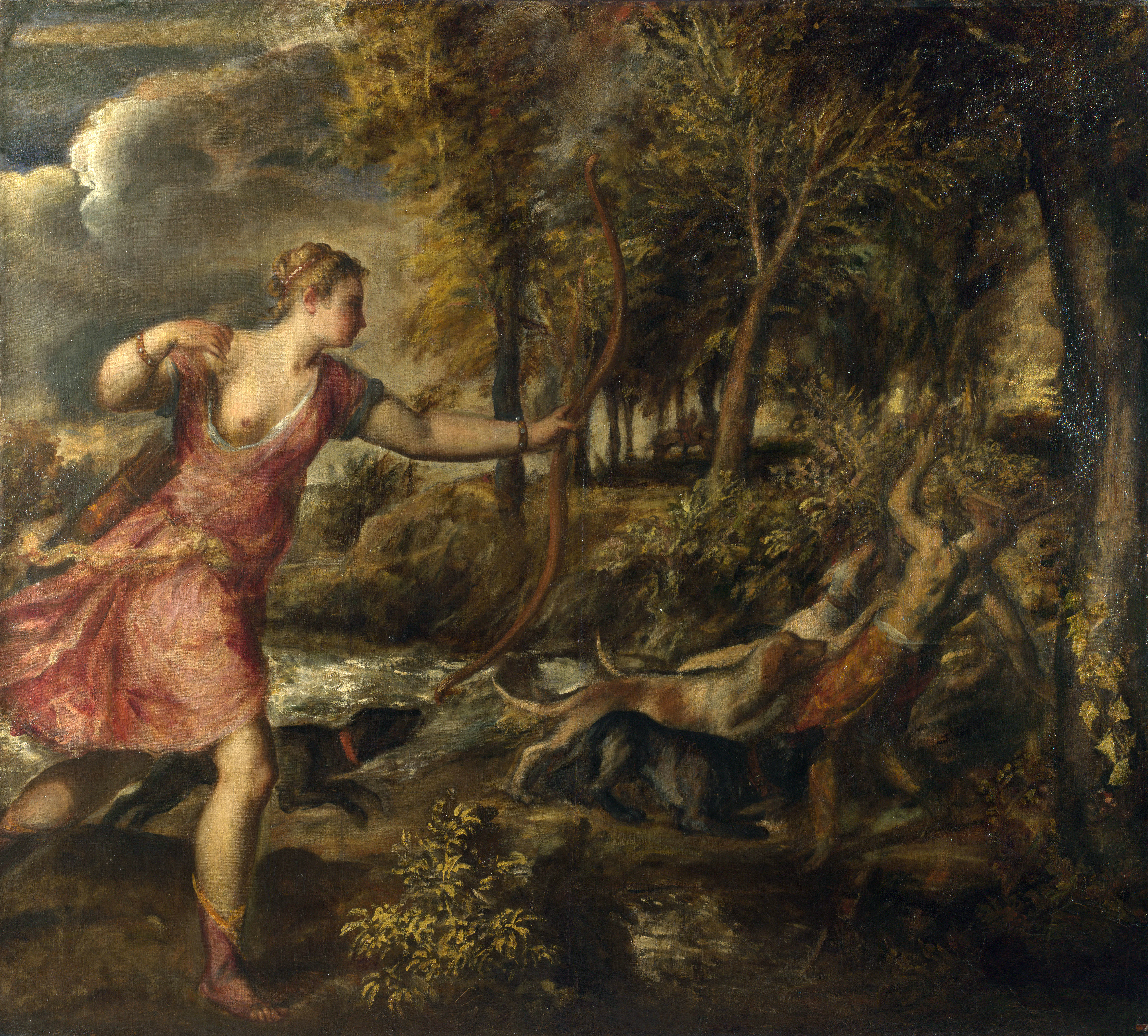
Cái chết của Actaeon. Trong những tác phẩm sau này của Titian, các hình thức đã mất sự vững chắc và tan vào trong bố cục tươi tốt của sự mờ ám, màu sắc mờ và các hiệu ứng không khí rõ. Ngoài phong cách vẽ mạnh mẽ, Titian được cho là đã bôi sơn lên các đầu ngón tay để hoàn thành bức vẽ.

Trong hai mươi nhăm năm cuối cuộc đời (1550–1576) nghệ sĩ chủ yếu làm việc cho Philip II như một họa sĩ vẽ chân dung. Ông trở nên tự phê bình, một người đam mê sự hoàn thiện không thể đạt tới, giữ một số bức trong xưởng của mình trong mười năm, không bao giờ buồn chán khi quay lại và sửa chữa chúng, luôn thêm những cách thể hiện mới để bức tranh thêm thuần khiết, súc tích và tinh vi. Ông cũng hoàn thiện nhiều bản copy các tác phẩm ban đầu của ông do các học trò thực hiện, khơi nên nhiều vấn đề về sự quy kết và sự ưu tiên trong những phiên bản của các tác phẩm của ông, vốn cũng được copy và giả mạo nhiều bên ngoài xưởng của ông, trong cả cuộc đời ông và sau đó.
Với Philip II ông đã vẽ một loạt tranh thần thoại lớn được gọi là "poesie", chủ yếu từ Ovid, được coi nằm trong những tác phẩm vĩ đại nhất của ông. Nhờ sự điệu bộ kiểu cách của những người kế vị Philip, chúng sau này chủ yếu đã được cho đi như những món quà tặng và chỉ hai bức còn ở lại Prado. Titian cùng lúc ấy cũng sáng tác các tác phẩm tôn giáo cho Philip. Loạt tranh "poesie" bắt đầu với Venus và Adonis, bức tranh gốc nằm tại Prado, nhưng có nhiều phiên bản, và Danaë, cả hai đều được gửi tới Philip năm 1553.Diana và Actaeon và Diana và Callisto, được gửi đi năm 1559, sau đó là Perseus và Andromeda (Bộ sưu tập Wallace, hiện đã bị hư hại) và Hãm hiếp Europa (Boston, Bảo tàng Isabella Stewart Gardner), được giao năm 1562. Cái chết của Actaeon được bắt đầu năm 1559 nhưng được thực hiện trong nhiều năm, và không bao giờ được hoàn thành hay chuyển giao. Bức tranh khác rõ ràng vẫn còn ở xưởng khi ông mất, và ít nổi tiếng cho tới những thập kỷ gần đây, là bức tranh mạnh mẽ, thậm chí có ý "khước từ", Flaying of Marsyas (Kroměříž, Cộng hoà Séc) Một kiệt tác bạo lực khác là bức Tarquin và Lucretia tại Bảo tàng Fitzwilliam, Cambridge.
Với mỗi vấn đề mà ông đã thực hiện thành công ông đều tạo ra một công thức mới và hoàn thiện hơn. Ông không bao giờ còn tạo được cảm xúc và tính bi kịch của Crowning with Thorns (Louvre), trong sự thể hiện thần thoại và thần thánh ông không bao giờ còn tạo được chất thơ của Pilgrims of Emmaus, trong khi về tính hùng vĩ và sự chói lọi anh hùng ông không bao giờ một lần nữa đạt tới điều gì lớn hơn The Doge Grimani adoring Faith (Venice, Doge's Palace), hay Trinity, tại Madrid. Mặt khác, từ quan điểm các trạng thái màu mạnh, những bức tranh động nhiều nhất của ông là những bức tranh sáng tác khi ông đã lớn tuổi, như loạt tranh poesie và Antiope tại Louvre. Ông thậm chí đã tìm cách giải quyết các vấn đề phối hợp màu tương phản trong những hiệu ứng kỳ quái buổi đêm (Martyrdom of St. Laurence, Nhà thờ dòng Tên, Venice; St. Jerome, Louvre).
Titian đã hứa hôn cô con gái Lavinia, cô gái xinh đẹp mà ông rất yêu chiều và đã nhiều lẫn vẽ tranh, cho Cornelio Sarcinelli của Serravalle. Cô đã thay thế cho người cô Orsa, khi ấy đã mất, trong công việc chăm sóc nhà cửa, mà với khoản thu nhập to lớn Titian kiếm được ở thời điểm đó, đã khiến cô có một địa vị khá cao. Cuộc hôn nhân diễn ra năm 1554. Cô mất khi sinh con năm 1560.

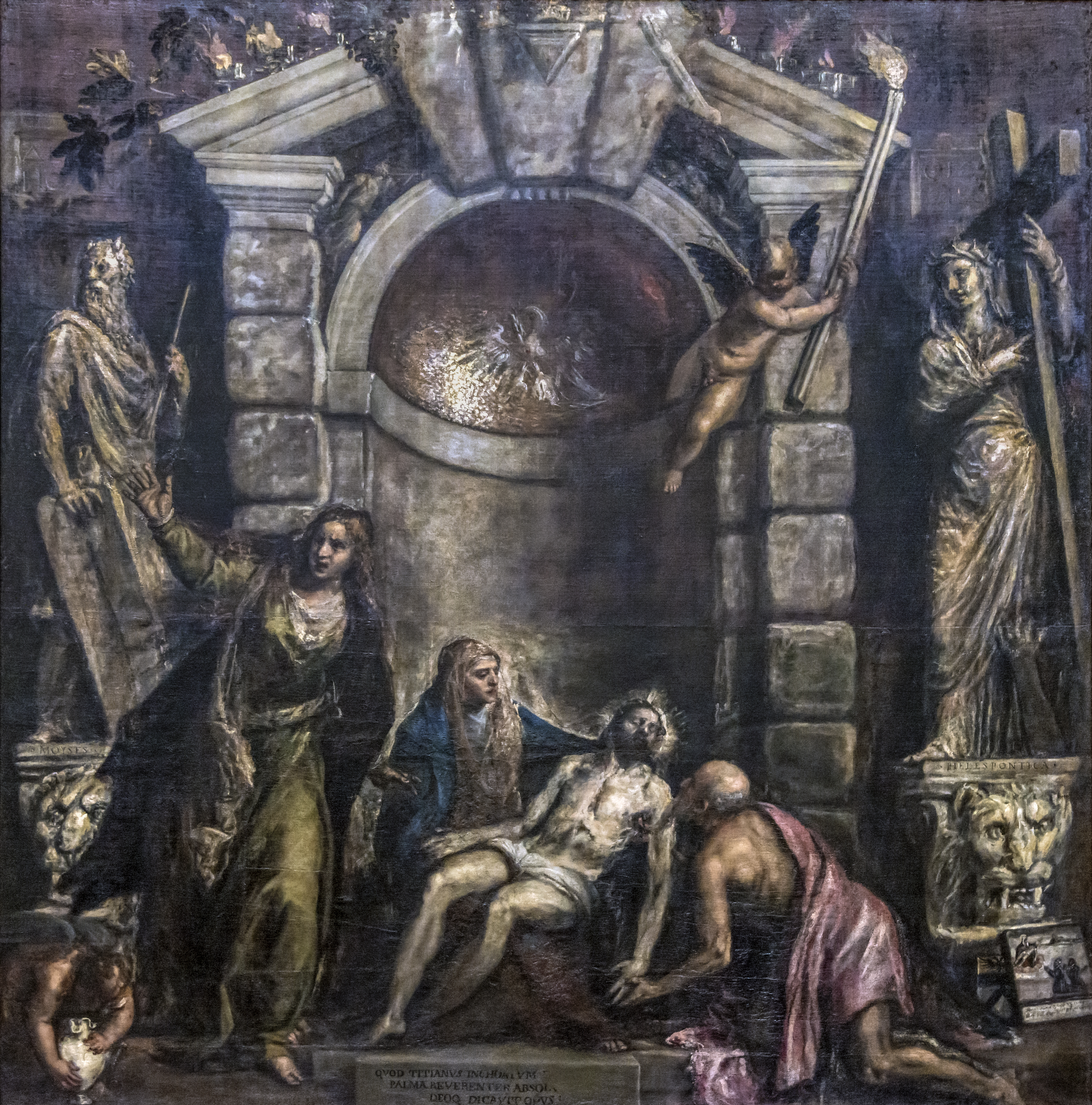
Như rất nhiều tác phẩm sau này của ông, bức tranh cuối cùng của Titian, Pietà, là một cảnh gây xúc động được đặt trong bối cảnh đêm. Nó rõ ràng được dự định cho nhà nguyện ngôi mộ của chính ông.

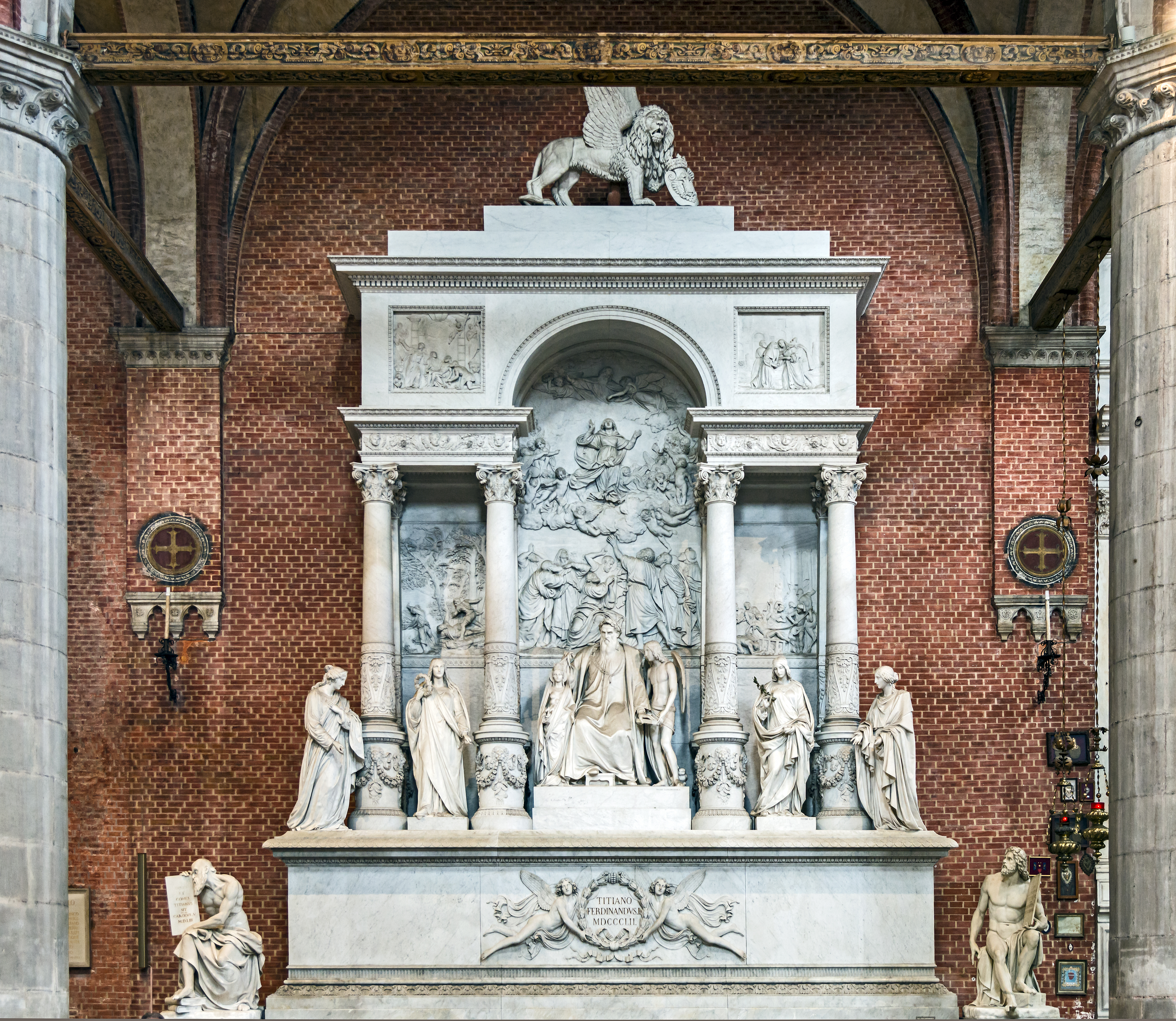
Lăng mộ của Titian ở Venice.

Tới cuối năm 1555 ông đã ở trong Hội đồng Trent, và có một bức phác hoạ đã hoàn thành của nó tại Louvre. Người bạn của Titian là Aretino bất ngờ mất năm 1556, và một người bạn thân khác, nhà điêu khắc và kiến trúc Jacopo Sansovino, mất năm 1570. Tháng 9 năm 1565 Titian tới Cadore và thiết kế những phần trang trí cho nhà thờ tại Pieve, một phần do các học trò của ông đảm nhiệm. Một trong số đó là một Lễ biến hình, tác phẩm khác là một Lễ truyền tin (hiện tại S. Salvatore, Venice), được khắc Titianus fecit, theo cách để phản đối (như nó được nói) chống lại sự chê bai của một số người đang cãi cọ tại nơi thực hiện công trình của ông.
Ông tiếp tục nhận các đặt hàng khác cho tới cuối đời. Ông đã lựa chọn nơi chôn cất và xây nhà nguyệnc ủa mình ở Crucifix tại Santa Maria Gloriosa dei Frari, nhà thờ của Franciscan Order; để đổi lấy một ngôi mộ, ông đã đề nghị sáng tác một bức hoạ Franciscan của Pietà, thể hiện chính ông và con trai Orazio trước Chúa cứu thế, một nhân vật khác trong bố cục là một bà đồng. Tác phẩm này ông đã gần hoàn thành, nhưng một số khác biệt nảy sinh liên quan tới nó, và sau đó ông đã được chôn cất tại nơi sinh là Pieve.
Titian (tuỳ thuộc vào ngày sinh chưa được rõ của ông - xem bên trên) có lẽ đã ở cuối lứa tuổi 80 khi bệnh dịch hạch bùng phát tại Venice và lấy đi mạng sống của ông ngày 27 tháng 8 năm 1576. Ông là nạn nhân duy nhất bị bệnh dịch tại Venice được thực hiện lễ tang tại nhà thờ. Ông được chôn cất tại Frari (Santa Maria Gloriosa dei Frari), như dự định ban đầu, và Pietà của ông được Palma Trẻ hoàn thành. Ông nằm bên cạnh bức hoạ nổi tiếng của chính mình, Madonna di Ca' Pesaro. Không có đài tưởng niệm nào ghi dấu ngôi mộ của ông, mãi cho tới sau này khi những người Áo cai trị Venice đặt hàng Canova xây một đài tưởng niệm lớn.
Ngay sau cái chết của Titian, con trai và là người trợ lý của ông là Orazio chết cũng vị bệnh dịch này. Ngôi nhà lộng lẫy của ông đã bị bọn cướp cướp phá trong thời gian diễn ra bệnh dịch.

## In ấn
Chính Titian không bao giờ thực hiện điêu khắc, nhưng ông rất quan tâm tới tầm quan trọng của việc tạo bản in như một công cụ để mở rộng hơn nữa danh tiếng của mình. Trong giai đoạn 1517–1520 ông đã thiết kế một số bản khắc gỗ, gồm cả một bản lớn và ấn tượng của bức The Crossing of the Red Sea, và cộng tác với Domenico Campagnola và những người khác, người tạo ra những bản in khác dựa trên các bức tranh và bức hoạ của ông. Sau này ông cung cấp những bức hoạ dựa trên các bức tranh của ông cho Cornelius Cort từ Hà Lan, người đã khắc hoạ chúng một cách chuẩn xác. Martino Rota tiếp nối Cort từ khoảng năm 1558 tới năm 1568.

## Gia đình

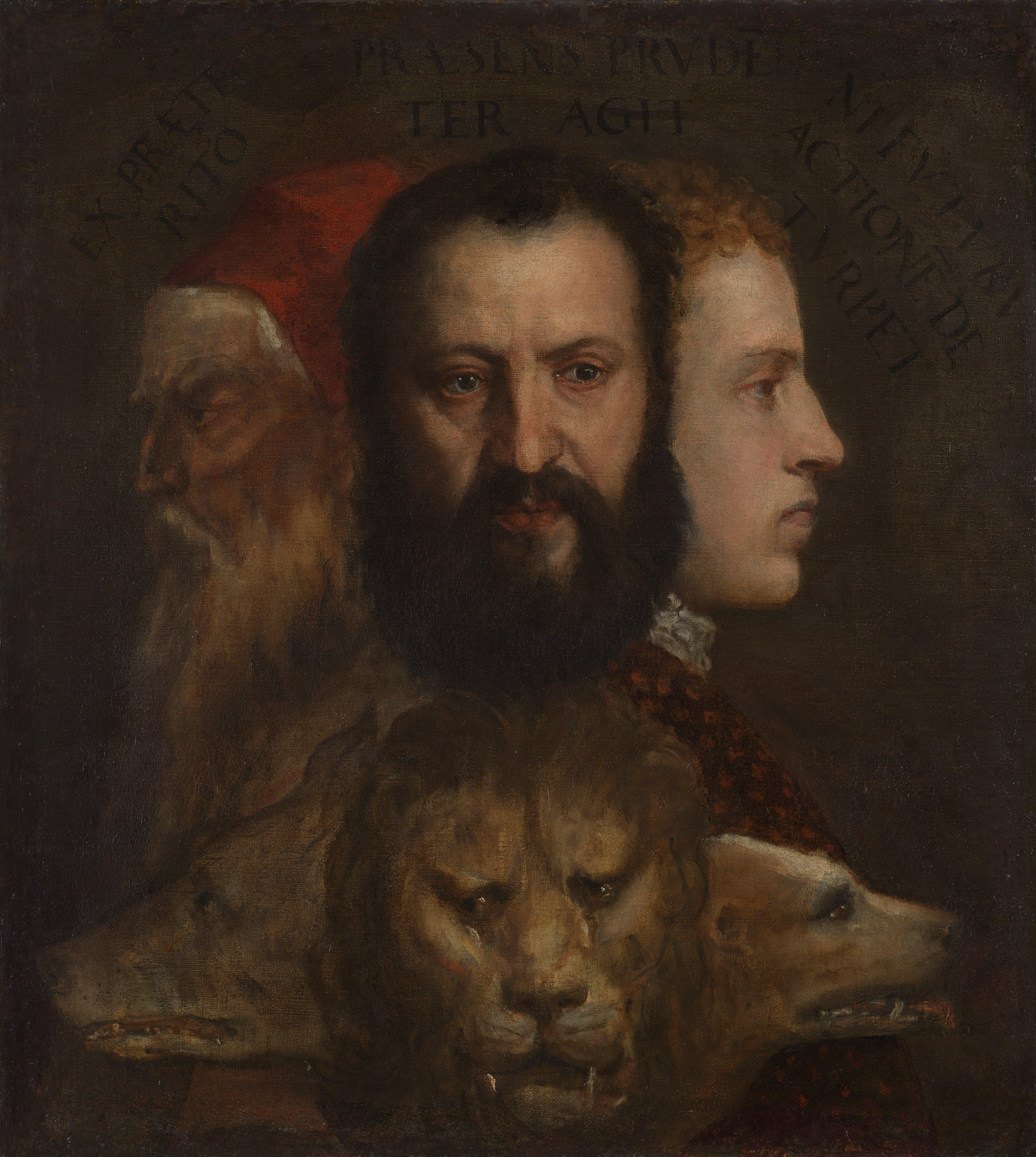
The Allegory of Age Governed by Prudence (khoảng 1565–1570) được cho là thể hiện Titian, con trai ông Orazio, và một người cháu, Marco Vecellio.

Nhiều nghệ sĩ khác trong gia đình Vecelli nối tiếp được danh tiếng của Titian. Francesco Vecellio, anh trai ông, được Titian hướng dẫn vào con đường nghệ thuật(theo lời kể là vào năm mười hai tuổi, nhưng biên niên sử hầu như không chấp nhận điều này), và vẽ trong nhà thờ S. Vito tại Cadore một bức tranh một vị thánh có vũ trang. Đây là một tác phẩm đáng chú ý, mà Titian (như câu chuyện thường được kể) cũng phải ghen tị; vì thế Francesco đã được định hướng chuyển từ vẽ tranh sang làm một quân nhân, và sau đó trở thành một thương gia.
Marco Vecellio, được gọi là Marco di Tiziano, người cháu trai của Titian, sinh năm 1545, cũng trở thành một bậc thầy khi đã có tuổi, và, đã học được những phương pháp làm việc của ông. Ông đã để lại một số tác phẩm đẹp trong cung điện kép, bức Meeting of Charles V. và Clement VII. năm 1529; tại S. Giacomo di Rialto, một Annunciation; tại SS. Giovani e Paolo, Christ Fulminant. Một người con trai của Marco, tên là Tiziano (or Tizianello), đã sáng tác tranh ở đầu thế kỷ 17.
Từ một nhánh khác của gia đình có Fabrizio di Ettore, một họa sĩ mất năm 1580. Anh/em trai ông là Cesare, người cũng để lại một số bức tranh, nổi tiếng về cuốn sách của ông về các trang phục điêu khắc, Abiti antichi e moderni. Tommaso Vecelli, cũng là một họa sĩ, mất năm 1620. Một người họ hàng khác, Girolamo Dante, là một học giả và trợ lý của Titian, được gọi là Girolamo di Tiziano. Nhiều bức tranh của ông đã được Tititan sửa chữa, và rất khó để phân biệt so với những bức tranh gốc.
Ít học trò và trợ lý của Titian trở nên nổi tiếng bằng tài năng của mình; bởi một số người trọn đời làm trợ lý cho ông. Paris Bordone và Bonifazio Veronese là hai người có tài năng lớn. El Greco (hay Dominikos Theotokopoulos) được cho là (do Giulio Clovio nói) đã được nhà họa sĩ thuê mướn trong những năm cuối đời.

## Ngày nay

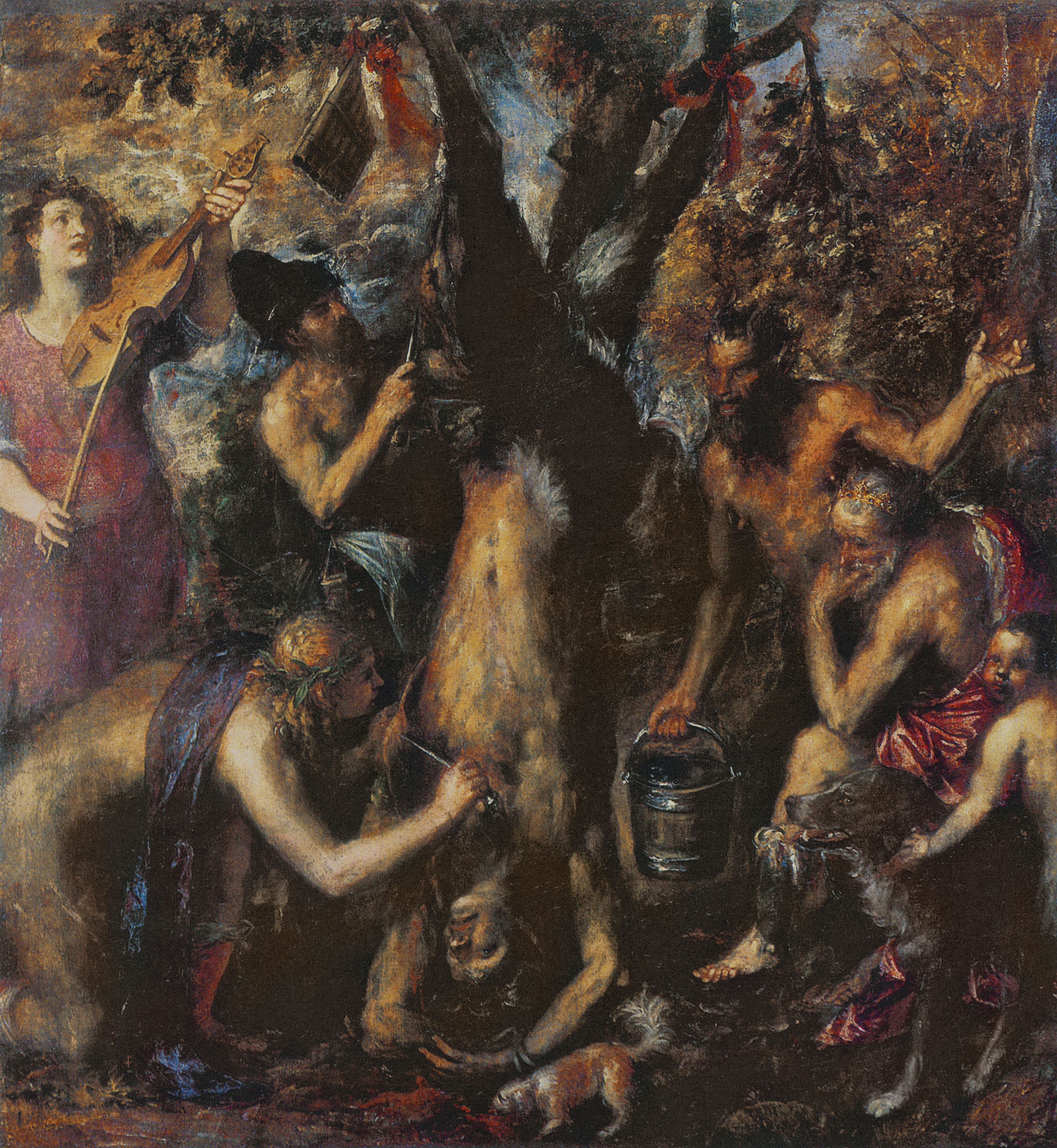
The Flaying of Marsyas, ít được biết cho tới những thập kỷ gần đây

Hai tác phẩm của Titian trong tay những nhà sưu tập cá nhân đã được đưa ra bán. Một tác phẩm trong số đó, Diana and Actaeon, gần đây được London Gallery và National Galleries của Scotland mua ngày 2 tháng 2 năm 2009 với giá ₤50 million ($71 triệu). Các gallerie mãi tới ngày 31 tháng 12 năm 2008 mới thực hiện vụ mua bán trước khi tác phẩm được chào bán cho các nhà sưu tập tư nhân, nhưng thời hạn chót đã được kéo dài. Bức tranh kia, Diana and Callisto, sẽ được đưa ra bán với cùng mức giá cho tới năm 2012 trước khi nó được chào cho các nhà sưu tập tư nhân.
Việc mua bán đã gây ra tranh cãi với các nhà chính trị những người nói rằng "khoản tiền, một số trong đó lấy từ các quỹ của chính phủ, có thể đã được chi tiêu vào những khoản khác khôn ngoan hơn trong thời kỳ giảm phát sâu." Chính phủ Scotland đã cung cấp ₤12.5 triệu và ₤10 triệu lấy từ National Heritage Memorial Fund. Số tiền còn lại do National Galleries tại London và các nhà tài trợ tư nhân cung cấp.
Ngày 11 tháng 2 năm 2009, một cuộc tranh cãi về tuổi khi Titian qua đời xảy ra giữa Thủ tướng Anh Gordon Brown, và Lãnh đạo Đối lập David Cameron tại cuộc Chất vấn Thủ tướng, khi Cameron tìm cách chế nhạo độ chính xác thực tế của Brown. Cuộc tranh luận này còn dẫn tới việc chia rẽ cả trong bài viết về Titian trên Wikipedia, khi một biên tập viên từ trụ sở Đảng Bảo Thủ thay đổi các mốc thời gian trong bài theo những tuyên bố của David Cameron và sau đó chỉ thị cho BBC sử dụng bài viết để làm nguồn tham khảo. Cameron sau này đã xin lỗi và nói rằng nhân viên đó "đã bị kỷ luật". Ngày sinh chính xác của Titian vẫn chưa chắc chắn (xem bên trên).

Sự tham khảo dựa trên bình luận của Brown ngày 30 tháng 1 năm 2009 tại Diễn đàn Kinh tế Thế giới ở Davos:
Đây là cuộc khủng hoảng tài chính đầu tiên của thời kỳ toàn cầu hoá, và không có lộ trình rõ ràng được lập ra từ kinh nghiệm quá khứ để đương đầu với nó. Tôi nhớ lại câu chuyện về Titian, nhà họa sĩ vĩ đại đã sống tới 90 tuổi, đã hoàn thành tác phẩm cuối cùng trong gần 100 tác phẩm kiệt xuất của mình, và ông đã nói khi hoàn thành nó, "Cuối cùng tôi đã bắt đầu học cách vẽ", và đó chính là thời điểm chúng ta đang ở tại.